# Blindspotting
Pour plus de détails, voir Fiche technique et Distribution.
Blindspotting est un film dramatique américain réalisé par Carlos López Estrada, sorti en 2018.

## Synopsis
Encore trois jours pour que la liberté conditionnelle de Collin prenne fin. En attendant de retrouver une vie normale, il travaille comme déménageur avec Miles, son meilleur ami, dans un Oakland en pleine mutation.
Mais lorsque Collin est témoin d’une terrible bavure policière, c’est un véritable électrochoc pour le jeune homme. Il n’aura alors plus d’autres choix que de se remettre en question pour prendre un nouveau départ.

## Fiche technique
- Titre : Blindspotting
- Réalisation : Carlos López Estrada
- Scénario : Rafael Casal et Daveed Diggs
- Décors : Tom Hammock et Alex Brandenburg
- Costumes : Emily Batson
- Photographie : Robby Baumgartner
- Montage : Gabriel Fleming
- Musique : Michael Yezerski
- Producteurs : Keith Calder, Jessica Calderón, Rafael Casal et Daveed Diggs
  - Coproducteurs : Chris Harding et Geoffrey Quan
- Sociétés de production : Summit Entertainment, Codeblack Films et Snoot Films
- Société de distribution : Lionsgate (États-Unis), Metropolitan FilmExport (France)
- Pays d'origine :  États-Unis
- Genre : Drame
- Format : couleur - 1.85:1
- Durée : 95 minutes
- Dates de sortie :
  -  États-Unis :
    - 18 janvier 2018 (Sundance Film Festival)
    - 20 juillet 2018 (sortie limitée)
    - 27 juillet 2018 (sortie nationale)

  -  France : 
    - 6 septembre 2018 (Festival du cinéma américain de Deauville)
    - 3 octobre 2018 (sortie nationale)

## Distribution
- Daveed Diggs (VF : Jean-Baptiste Anoumon) : Collin
- Rafael Casal : Miles
- Janina Gavankar : Val
- Jasmine Cephas Jones : Ashley
- Wayne Knight : Patrick
- Utkarsh Ambudkar : Rin
- Tisha Campbell-Martin : Mama Liz
- Kevin Carroll : James
- Casey Adams : Chet
- Ethan Embry : l'officier Molina
- Ziggy Baitinger : Sean "Ziggy" Jones